# Sean Doherty (voetballer)
Sean Anthony Doherty (Basingstoke, 10 februari 1985) is een Engelse voetballer (middenvelder) die anno 2014 voor Marine FC uitkomt. Voordien speelde hij onder andere voor ADO Den Haag, Port Vale FC en Accrington Stanley FC.
Doherty speelde in totaal 7 interlands voor de Engelse jeugdteams.

## Carrière
- Everton (jeugd)
- 2003-2005: Fulham
- 2003: Blackpool FC (op huurbasis)
- 2005-2006: ADO Den Haag
- 2006: Port Vale
- 2006-2007: Accrington Stanley FC
- 2006-2007: Southport FC (op huurbasis)
- 2007-2008: Antwerp FC
- 2008-2009: Sligo Rovers
- 2009-2010: Witton Albion
- 2010-2011: Marine FC
- 2011: Colwyn Bay FC
- 2012: AFC Liverpool
- 2012-2013: Droylsden FC
- 2013-heden: Marine FC